# Saponaria pamphylica
Saponaria pamphylica är en nejlikväxtart som beskrevs av Pierre Edmond Boissier och Heldr. Saponaria pamphylica ingår i släktet såpnejlikor, och familjen nejlikväxter. Inga underarter finns listade i Catalogue of Life.